# Reyer Gerlagh
Reyer Gerlagh (Djoemoe, 1969) is een Nederlands econoom gespecialiseerd in de economische aspecten van klimaatverandering en was medeauteur van het IPCC-rapport van 2014.
Hij studeerde econometrie en wiskunde aan de Vrije Universiteit Amsterdam, waar hij in 1999 promoveerde in de economie. Hij was universitair hoofddocent aan de VU van 2000 tot 2006. Van 2006 tot 2009 was hij hoogleraar milieueconomie aan de Universiteit van Manchester. Sinds 2009 is hij hoogleraar milieueconomie aan Tilburg University. Zijn onderzoeksthema's omvatten klimaateconomie, duurzaamheid, uitputbare hulpbronnen, milieubeleid en handel, technologische verandering en de kosten van milieubeleid. Gerlagh is ook betrokken bij academische beleidsdiscussies. Gerlagh is sinds 2004 redacteur van het wetenschappelijk tijdschrift Energy Economics. Van 2010 tot 2014 was hij samen met Gabriel Blanco en Sangwon Suh coördinerend hoofdauteur van het hoofdstuk Drivers, trends, and mitigation uit het IPCC-rapport van 2014.
Hij was hoofd van de afdeling aan de Tilburg School of Economics and Management van 1 mei 2015 tot 1 september 2019. Hij heeft ook gediend als redacteur voor verschillende tijdschriften, waaronder 'Environmental and Resource Economics' van 2012 tot heden, 'Journal of Environmental Economics and Management' van 2007 tot 2009, en 'Energy Economics' van 2004 tot heden.
In mei 2023 nam Gerlagh deel aan een protestactie van Extinction Rebellion tegen subsidies voor de fossiele industrie. Hij werd gearresteerd tijdens de protestactie.